# Comuna Malnivska Volea, Mostîska
Malnivska Volea (în ucraineană Малнівська Воля) este o comună în raionul Mostîska, regiunea Liov, Ucraina, formată din satele Malnivska Volea (reședința), Martînî, Petîhî, Pîhî și Rojakî.

## Demografie
Componența lingvistică a comunei Malnivska Volea
     Ucraineană (99,86%)
     Alte limbi (0,14%)
Conform recensământului din 2001, majoritatea populației comunei Malnivska Volea era vorbitoare de ucraineană (99,86%), existând în minoritate și vorbitori de alte limbi.